# Lacq
Lacq (en béarnais Lac) est une commune française, située dans le département des Pyrénées-Atlantiques en région Nouvelle-Aquitaine. Son territoire évolue successivement en 1972 avec l'absorption d'Audéjos puis en 2024 avec l'absorption d'Urdès.
Le gentilé est Lacquois.

## Géographie

### Localisation
La commune de Lacq se trouve dans le département des Pyrénées-Atlantiques, en région Nouvelle-Aquitaine.
Elle se situe à 31 km par la route de Pau, préfecture du département, et à 4,5 km d'Artix, bureau centralisateur du canton d'Artix et Pays de Soubestre dont dépend la commune depuis 2015 pour les élections départementales.
La commune fait en outre partie du bassin de vie d'Artix.
Les communes les plus proches sont : 
Abidos (1,6 km), Os-Marsillon (2,7 km), Lagor (3,5 km), Mont (3,7 km), Mourenx (3,9 km), Urdès (4,2 km), Artix (4,2 km), Noguères (5,0 km).
Sur le plan historique et culturel, Lacq fait partie de la province du Béarn, qui fut également un État et qui présente une unité historique et culturelle à laquelle s’oppose une diversité frappante de paysages au relief tourmenté.

### Communes limitrophes
Les communes limitrophes sont Arthez-de-Béarn, Castillon, Doazon, Serres-Sainte-Marie, Artix, Os-Marsillon, Abidos et Mont.
|        | Arthez-de-Béarn | Urdès               |
| Mont   | Lacq            | Serres-Sainte-Marie |
| Abidos | Os-Marsillon    | Artix               |

### Évolution du territoire
Le 1er septembre 1972, la commune de Lacq fusionne avec la commune d'Audéjos sous le régime de la fusion-association.
Le 1er janvier 2024, la commune de Lacq fusionne avec la commune d'Urdès sous le régime de la commune nouvelle. Les deux anciennes communes deviennent communes déléguées. Le chef-lieu est fixé à la mairie l'ancienne commune de Lacq.

### Hydrographie

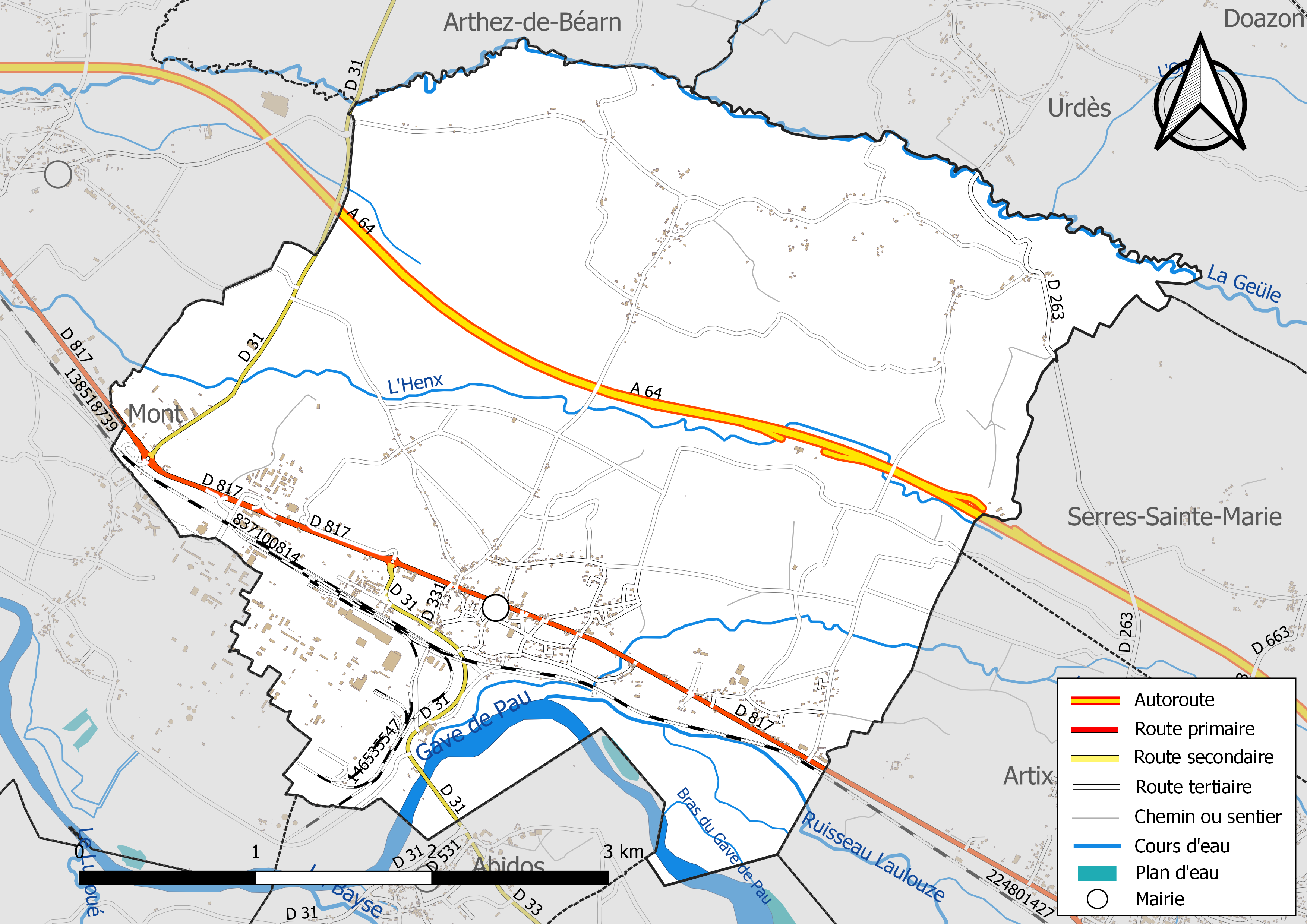
Réseaux hydrographique et routier de Lacq.

La commune est drainée par le gave de Pau, la Géüle, le Laulouze, l'Agle, l'Henx, un bras du gave de Pau, l'Orle, et par divers petits cours d'eau, constituant un réseau hydrographique de 18 km de longueur totale,.
Le gave de Pau, d'une longueur totale de 192,8 km, prend sa source dans la commune de Gavarnie-Gèdre et s'écoule du sud-est vers le nord-ouest. Il traverse la commune et se jette dans l'Adour à Saint-Laurent-de-Gosse, après avoir traversé 88 communes.
La Géüle, d'une longueur totale de 21,2 km, prend sa source dans la commune de Denguin et s'écoule d'est en ouest. Elle traverse la commune et se jette dans le gave de Pau à Mont, après avoir traversé 9 communes.
Le Laulouze, d'une longueur totale de 15,3 km, prend sa source dans la commune de Denguin et s'écoule vers le nord-ouest. Il traverse la commune et se jette dans le gave de Pau sur le territoire communal, après avoir traversé 6 communes.

### Climat
Pour des articles plus généraux, voir Climat de la Nouvelle-Aquitaine et Climat des Pyrénées-Atlantiques.
Historiquement, la commune est exposée à un climat de montagne.
En 2020, Météo-France publie une typologie des climats de la France métropolitaine dans laquelle la commune est toujours exposée à un climat de montagne et est dans la région climatique Pyrénées atlantiques, caractérisée par une pluviométrie élevée (>1 200 mm/an) en toutes saisons, des hivers très doux (7,5 °C en plaine) et des vents faibles.
Pour la période 1971-2000, la température annuelle moyenne est de 13,4 °C, avec une amplitude thermique annuelle de 14 °C. Le cumul annuel moyen de précipitations est de 1 178 mm, avec 11,5 jours de précipitations en janvier et 7,9 jours en juillet. Pour la période 1991-2020, la température moyenne annuelle observée sur la station météorologique la plus proche, située sur la commune de Monein à 11 km à vol d'oiseau, est de 14,2 °C et le cumul annuel moyen de précipitations est de 1 228,6 mm,. Pour l'avenir, les paramètres climatiques de la commune estimés pour 2050 selon différents scénarios d’émission de gaz à effet de serre sont consultables sur un site dédié publié par Météo-France en novembre 2022.

### Milieux naturels et biodiversité

#### Réseau Natura 2000
Le réseau Natura 2000 est un réseau écologique européen de sites naturels d'intérêt écologique élaboré à partir des Directives « Habitats » et « Oiseaux », constitué de zones spéciales de conservation (ZSC) et de zones de protection spéciale (ZPS).
Un site Natura 2000 a été défini sur la commune au titre de la « directive Habitats », : 
- le « gave de Pau », d'une superficie de 8 194 ha, un vaste réseau hydrographique avec un système de saligues[Note 4] encore vivace[22] et une au titre de la « directive Oiseaux »[21],[Carte 3] :
- le « barrage d'Artix et saligue du gave de Pau », d'une superficie de 3 360 ha, une vaste zone allongée bordant les saligues du gave[Note 4], et incluant des terres agricoles et urbaines en amont d'un barrage[23].

#### Zones naturelles d'intérêt écologique, faunistique et floristique
L’inventaire des zones naturelles d'intérêt écologique, faunistique et floristique (ZNIEFF) a pour objectif de réaliser une couverture des zones les plus intéressantes sur le plan écologique, essentiellement dans la perspective d’améliorer la connaissance du patrimoine naturel national et de fournir aux différents décideurs un outil d’aide à la prise en compte de l’environnement dans l’aménagement du territoire.
Une ZNIEFF de type 2 est recensée sur la commune, : 
le « réseau hydrographique du gave de Pau et ses annexes hydrauliques » (3 000,84 ha), couvrant 71 communes dont 10 dans les Landes, 59 dans les Pyrénées-Atlantiques et 2 dans les Hautes-Pyrénées.

## Urbanisme

### Typologie
Au 1er janvier 2024, Lacq est catégorisée commune rurale à habitat dispersé, selon la nouvelle grille communale de densité à sept niveaux définie par l'Insee en 2022.
Elle est située hors unité urbaine. Par ailleurs la commune fait partie de l'aire d'attraction de Pau, dont elle est une commune de la couronne,. Cette aire, qui regroupe 227 communes, est catégorisée dans les aires de 200 000 à moins de 700 000 habitants,.

### Occupation des sols

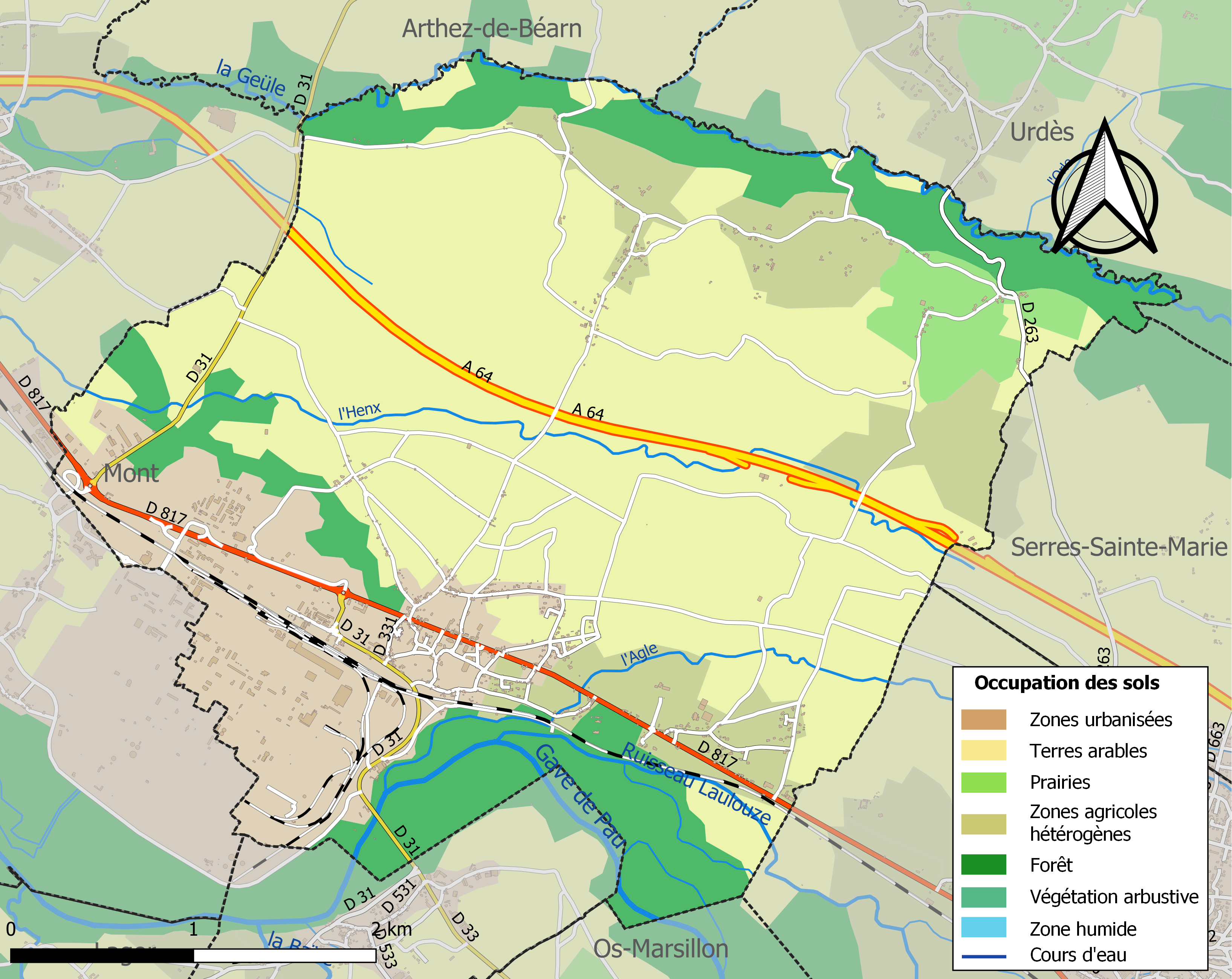
Carte des infrastructures et de l'occupation des sols de la commune en 2018 (CLC).

L'occupation des sols de la commune, telle qu'elle ressort de la base de données européenne d’occupation biophysique des sols Corine Land Cover (CLC), est marquée par l'importance des territoires agricoles (67,2 % en 2018), une proportion sensiblement équivalente à celle de 1990 (67,5 %). La répartition détaillée en 2018 est la suivante : 
terres arables (52,5 %), forêts (17 %), zones industrielles ou commerciales et réseaux de communication (13,1 %), zones agricoles hétérogènes (11,6 %), prairies (3,1 %), zones urbanisées (2,6 %). L'évolution de l’occupation des sols de la commune et de ses infrastructures peut être observée sur les différentes représentations cartographiques du territoire : la carte de Cassini (XVIIIe siècle), la carte d'état-major (1820-1866) et les cartes ou photos aériennes de l'IGN pour la période actuelle (1950 à aujourd'hui).

### Lieux-dits et hameaux
- Audéjos ;
- Herm ;
- Orius;
- Urdès.

### Voies de communication et transports
Lacq est desservie par les sorties 8 et 9 de l'autoroute A64 ainsi que par la route nationale 117.
La commune possède une station sans service voyageurs (gare marchandises ou gare de triage) sur la ligne Toulouse - Bayonne.
Lacq est également desservie par le réseau d'autocars interurbains des Pyrénées-Atlantiques :
- Pau — Rue Mathieu Lalanne ⥋ Orthez — Gare SNCF

### Risques majeurs
Le territoire de la commune de Lacq est vulnérable à différents aléas naturels : météorologiques (tempête, orage, neige, grand froid, canicule ou sécheresse), inondations et séisme (sismicité modérée). Il est également exposé à deux risques technologiques, le transport de matières dangereuses et  le risque industriel, et à un risque particulier : le risque de radon. Un site publié par le BRGM permet d'évaluer simplement et rapidement les risques d'un bien localisé soit par son adresse soit par le numéro de sa parcelle.

#### Risques naturels
La commune fait partie du territoire à risques importants d'inondation (TRI) de Pau, regroupant 34 communes concernées par un risque de débordement du gave de Pau, un des 18 TRI qui ont été arrêtés fin 2012 sur le bassin Adour-Garonne. Les événements antérieurs à 2014 les plus significatifs sont les crues de 1800, crue la plus importante enregistrée à Orthez (H = 15,42 m au pont d'Orthez), du 23 juin 1875, exceptionnelle par son ampleur géographique, des 27 et 28 octobre 1937, la plus grosse crue enregistrée à Lourdes depuis 1875, du 3 février 1952, du 27 janvier 1972 (10,46 m à Orthez pour Q = 725 m3/s), du 28 novembre 1974, du 1er juin 1978 (3,40 m à Rieulhès pour Q = 504 m3/s) et du 19 juin 2013. Des cartes des surfaces inondables ont été établies pour trois scénarios : fréquent (crue de temps de retour de 10 ans à 30 ans), moyen (temps de retour de 100 ans à 300 ans) et extrême (temps de retour de l'ordre de 1 000 ans, qui met en défaut tout système de protection). La commune a été reconnue en état de catastrophe naturelle au titre des dommages causés par les inondations et coulées de boue survenues en 1982, 1983, 1992, 2009, 2013, 2018 et 2019,.

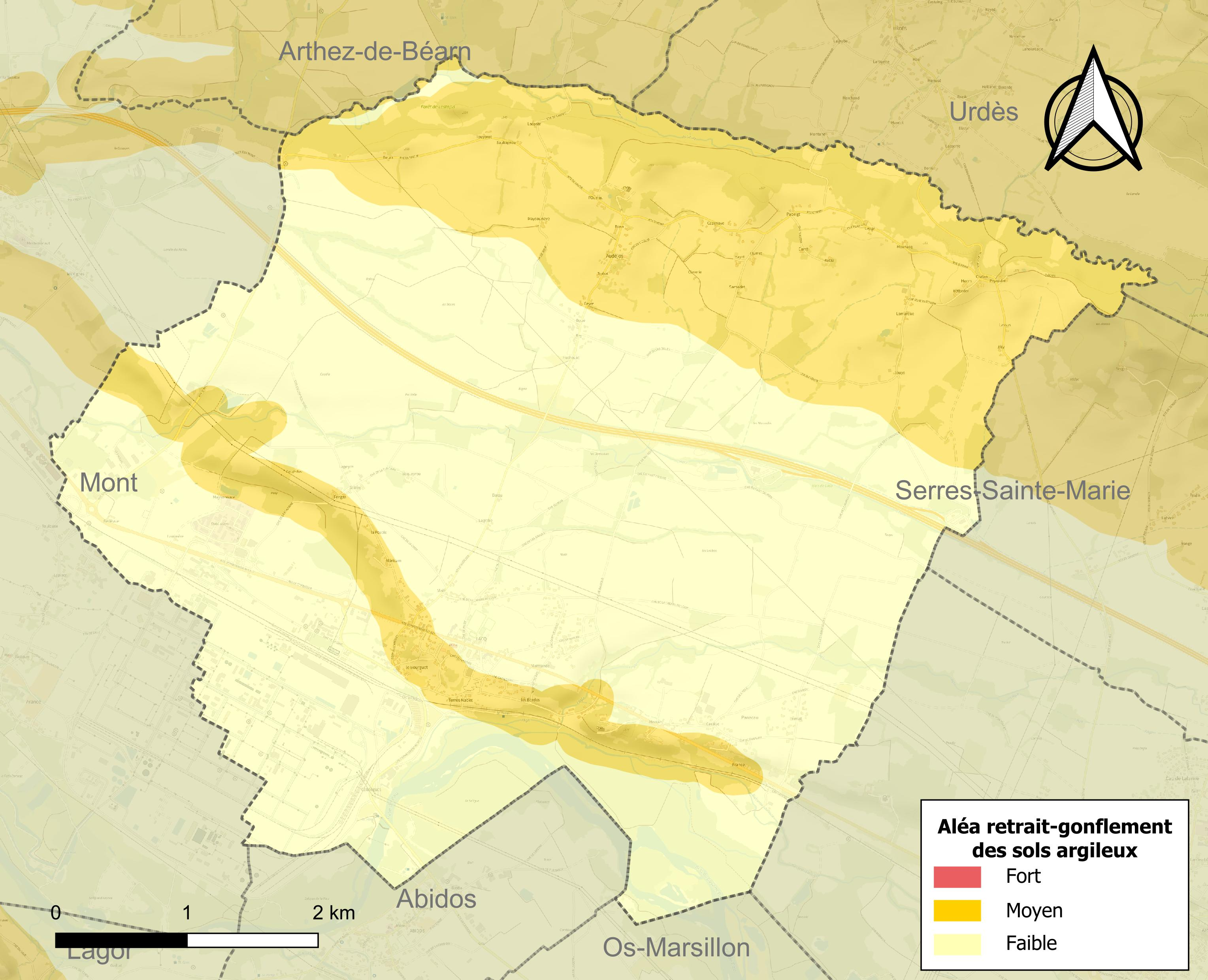
Carte des zones d'aléa retrait-gonflement des sols argileux de Lacq.

Le retrait-gonflement des sols argileux est susceptible d'engendrer des dommages importants aux bâtiments en cas d’alternance de périodes de sécheresse et de pluie. 34,2 % de la superficie communale est en aléa moyen ou fort (59 % au niveau départemental et 48,5 % au niveau national). Depuis le 1er octobre 2020, en application de la loi ELAN, différentes contraintes s'imposent aux vendeurs, maîtres d'ouvrages ou constructeurs de biens situés dans une zone classée en aléa moyen ou fort,.

#### Risque technologique
La commune est exposée au risque industriel du fait de la présence sur son territoire de cinq entreprises soumises  à la directive européenne SEVESO, classées seuil haut : Sobegal - Lacq (activités soumises à autorisation notamment pour l'emploi et le stockage de gaz inflammables liquéfiés et de l'utilisation d'installations de compression utilisant des gaz inflammables), Total E&P France, Arkema France SA (pour l'emploi ou le stockage de liquides inflammables, d'hydrocarbures, d'acides et le traitement de déchets dangereux), Séché éco-industries (pour le traitement de déchets dangereux), Toray Carbon Fibers Europe SA (pour l'emploi ou le stockage de liquides inflammables ou combustibles, de produits de toxicité aiguë et de produits dangereux pour l'environnement aquatique). Le plan de prévention des risques technologiques (PPRT) de la plateforme industrielle de Lacq-Mont a été approuvé le 6 mai 2014,,.
Lacq est également une zone de sismicité induite par l'activité industrielle : extraction du pétrole depuis 1950 dans un gisement situé à 0,7 km de profondeur, puis, depuis 1957, l'extraction de gaz naturel situé dans un gisement profond à 4 à 5 km de profondeur. Dans le cadre de cette dernière activité, des injections d'eaux usées ont lieu, à faible profondeur depuis 1957, à plus grande profondeur depuis 1974, et se chiffrent respectivement par millions et par dizaines de millions de mètres cubes. Une activité sismique est enregistrée chaque année, bien distincte de la sismicité de la chaîne montagneuse des Pyrénées. Cette sismicité est longtemps restée mal connue. L'hypothèse selon laquelle cette sismicité était induite par les injections d'eaux usées a été confirmée par une étude de 2024.

#### Risque particulier
Dans plusieurs parties du territoire national, le radon, accumulé dans certains logements ou autres locaux, peut constituer une source significative d’exposition de la population aux rayonnements ionisants. Selon la classification de 2018, la commune de Lacq est classée en zone 2, à savoir zone à potentiel radon faible mais sur lesquelles des facteurs géologiques particuliers peuvent faciliter le transfert du radon vers les bâtiments.

## Toponymie
Le toponyme Lacq apparaît sous les formes 
Ecclesiola Beati Fausti (Xe siècle, cartulaire de Lescar), 
Lag (1195, cartulaire de Sauvelade) et 
Lac (XIIIe siècle, fors de Béarn).
Son nom béarnais est Lac.
Le toponyme Audéjos apparaît sous la forme 
Audeyos (1385, censier de Béarn) et 
Audejos sur la carte de Cassini (fin XVIIIe siècle).
Baleix était un hameau d’Audéjos.
Le château de Gayrosse sur l’ancienne commune d’Audéjos, est mentionné sous les graphies 
Gayrosa (1227, registres de Bordeaux), 
la baronnie de Gayrossa (1299, réformation de Béarn), 
Guayrosse (1343, notaires de Pardies), 
le village de Gairosse (1714, dénombrement d’Artix) et 
Gayros (fin XVIIIe siècle, carte de Cassini).
Le toponyme Herm, hameau d’Audéjos, apparaît sous les formes 
Erm (1344, notaires de Pardies), 
Lerm (1546, réformation de Béarn) et 
Ermh (1754, terrier d'Audéjos).
La Lanne était un hameau d’Audéjos et Lannemiàa une lande, mentionnés par le dictionnaire topographique de 1863.
Le toponyme Orius, hameau d’Audéjos, apparaît sous les formes 
Oryils (XIIe siècle, d'après Pierre de Marca), 
Rius (1376, montre militaire de Béarn), 
Ouriux (1754, terrier d'Audéjos), 
Ourius (1777, terrier de Casteide-Cami) et 
Ourrius (1778, dénombrement d'Audéjos).

## Histoire
Paul Raymond note que dès 1385 il y avait à Lacq un bac sur le gave de Pau, et qu'à cette époque, la commune comptait 54 feux et dépendait du bailliage de Pau. De leur côté, Audéjos et ses annexes, Orius et Herm, comptaient 38 feux. Gayrosse, Audéjos, Herm (hameau d’Audéjos) et Orius (ib.) formaient la dixième grande baronnie de Béarn, relevant de la vicomté de Béarn.
La commune résulte de la fusion en 1972 de l'ancienne commune de Lacq et de la commune d'Audéjos, qui appartenaient à deux cantons différents. Cette situation a perduré après la fusion, jusqu'à la création du canton d'Artix et Pays de Soubestre en 2015.
Le 1er janvier 2024, Lacq fusionne avec Urdès sous la commune nouvelle de Lacq dont la création a été officialisée par un arrêté préfectoral du 7 novembre 2023.

## Politique et administration

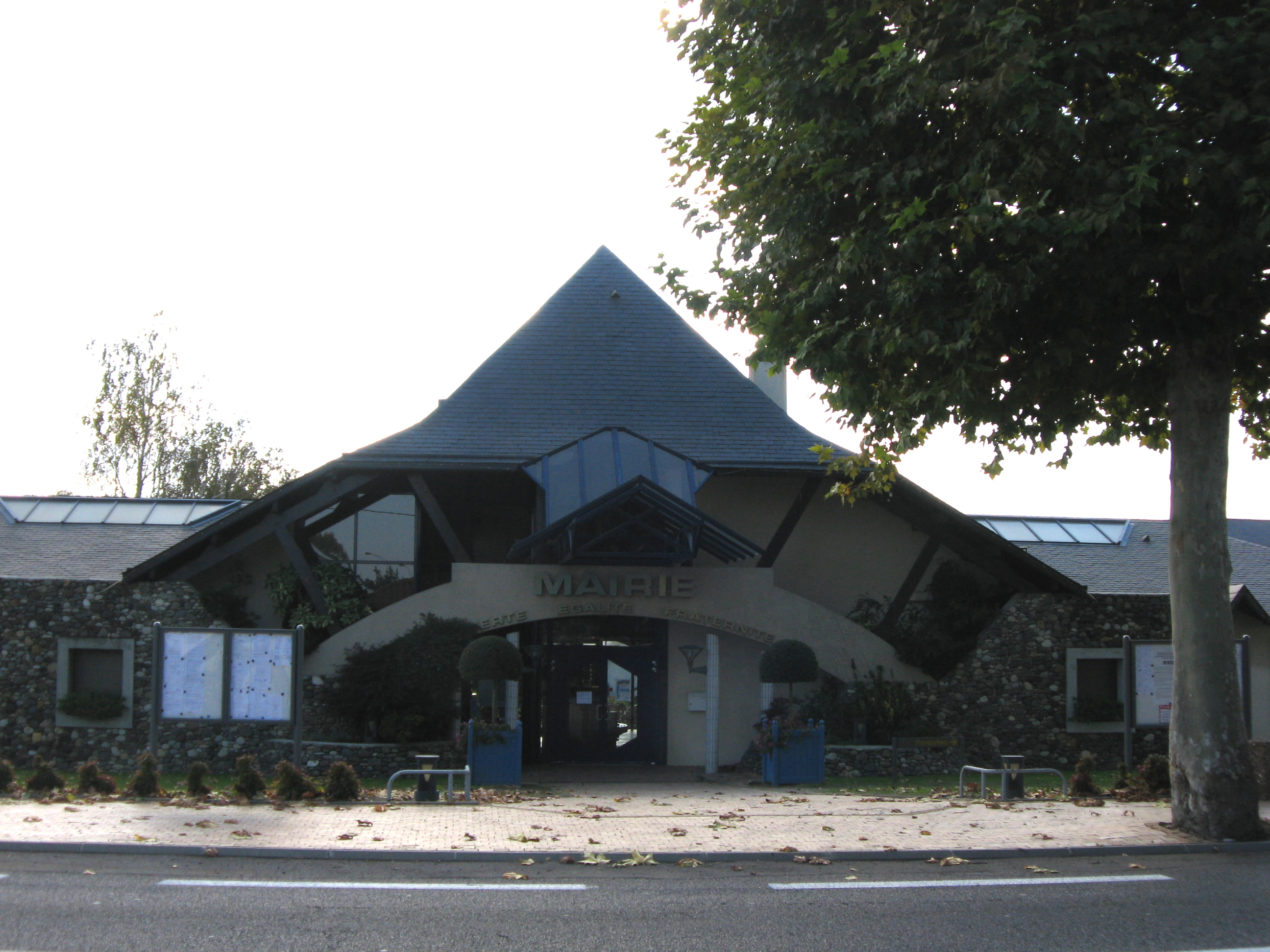
La mairie.

### Rattachements administratifs et électoraux
Rattachements administratifs
La commune se trouve depuis 1926 dans l'arrondissement de Pau du département des Pyrénées-Atlantiques.
Elle faisait partie de 1793 à 1972 du canton de Lagor, année où elle est transférée au canton d'Arthez-de-Béarn . Dans le cadre du redécoupage cantonal de 2014 en France, cette circonscription administrative territoriale a disparu, et le canton n'est plus qu'une circonscription électorale.
Rattachements électoraux
Pour les élections départementales, la commune fait partie depuis 2014 du canton d'Artix et Pays de Soubestre
Pour l'élection des députés, elle fait partie de la troisième circonscription des Pyrénées-Atlantiques.

### Intercommunalité
Lacq était membre du « District de la zone de Lacq », avec 16 autres communes. Cette structure se transforme en communauté de communes, un établissement public de coopération intercommunale (EPCI) à fiscalité propre, le 15 juin 2000 qui prend la dénomination de communauté de communes de Lacq.
Celle-ci fusionne avec sa voisine pour former, le 1er janvier 2014, la communauté de communes de Lacq-Orthez, dont la commune est désormais membre.
Lacq appartient également en 2020 à d'autres  structures intercommunales :
- le syndicat d’énergie des Pyrénées-Atlantiques ;
- le syndicat intercommunal d’eau et d’assainissement Gave et Baïse ;
- le syndicat eau et assainissement des Trois Cantons ;
- l'Agence publique de gestion locale

### Liste des maires
| Période                                  | Période  | Identité   | Étiquette    | Qualité                                                                          |
| ---------------------------------------- | -------- | ---------- | ------------ | -------------------------------------------------------------------------------- |
| Les données manquantes sont à compléter. |          |            |              |                                                                                  |
| 1983                                     | 2008     | Guy Cassou | Apparenté PS | Vice- président de la communauté de communes de Lacq                             |
| 2008                                     | En cours | Didier Rey |              | Vice-président de la CC de Lacq-Orthez (2014 → ) Réélu pour le mandat 2020-2026, |

### Jumelages
Sant Quintí de Mediona (Espagne) depuis 1986.

## Population et société

### Démographie
L'évolution du nombre d'habitants est connue à travers les recensements de la population effectués dans la commune depuis 1793. Pour les communes de moins de 10 000 habitants, une enquête de recensement portant sur toute la population est réalisée tous les cinq ans, les populations de référence des années intermédiaires étant quant à elles estimées par interpolation ou extrapolation. Pour la commune, le premier recensement exhaustif entrant dans le cadre du nouveau dispositif a été réalisé en 2006.

En 2022, la commune comptait 1 034 habitants, en évolution de +40,68 % par rapport à 2016 (Pyrénées-Atlantiques : +3,78 %, France hors Mayotte : +2,11 %).
| 1793 | 1800 | 1806 | 1821 | 1831 | 1836 | 1841 | 1846 | 1851 |
| ---- | ---- | ---- | ---- | ---- | ---- | ---- | ---- | ---- |
| 610  | 531  | 531  | 700  | 635  | 628  | 659  | 686  | 661  |

| 1856 | 1861 | 1866 | 1872 | 1876 | 1881 | 1886 | 1891 | 1896 |
| ---- | ---- | ---- | ---- | ---- | ---- | ---- | ---- | ---- |
| 684  | 614  | 624  | 594  | 620  | 650  | 652  | 612  | 606  |

| 1901 | 1906 | 1911 | 1921 | 1926 | 1931 | 1936 | 1946 | 1954 |
| ---- | ---- | ---- | ---- | ---- | ---- | ---- | ---- | ---- |
| 550  | 545  | 511  | 475  | 506  | 488  | 432  | 406  | 442  |

| 1962 | 1968 | 1975 | 1982 | 1990 | 1999 | 2006 | 2011 | 2016 |
| ---- | ---- | ---- | ---- | ---- | ---- | ---- | ---- | ---- |
| 700  | 702  | 748  | 711  | 657  | 658  | 695  | 707  | 735  |

| 2021  | 2022  | - | - | - | - | - | - | - |
| ----- | ----- | - | - | - | - | - | - | - |
| 1 035 | 1 034 | - | - | - | - | - | - | - |

## Économie
La commune fait partiellement partie de la zone d'appellation de l'ossau-iraty.
Le sous-sol de Lacq contient du soufre sous forme de sulfure d'hydrogène (H2S), gazeux, dont on peut extraire le soufre solide par oxydation afin de le transporter et de le traiter.
On y trouve aussi du gaz naturel. Le gaz de Lacq, découvert en décembre 1951, a été acheminé dans toute la France par gazoducs à partir des années 1965 et a contribué à l'essor industriel de Lacq. Le site gazier songe à sa reconversion depuis 1987. L'option retenue consiste à faire de la plate-forme industrielle un centre de formation et de service dans le domaine des technologies vertes. Le gaz brut est extrait d'une trentaine de puits à raison de 24 millions de m3 par jour. La production annuelle est de cinq milliards de m3 de gaz épuré.
Lacq héberge également le premier projet français de démonstration de toute la chaîne d'oxycombustion, depuis la production d'oxygène à l'injection et stockage de CO2 dans un gisement onshore de gaz naturel épuisé. Il a été annoncé par Total en 2005, et inauguré en 2010. Une chaudière existante sur le site de Lacq est convertie à l'oxygène utilisant une technologie d'oxycombustion d'Air Liquide. Les fumées d'oxycombustion, dépourvues du ballast azote de l'air, sont composées majoritairement de CO2 et d'eau. Après condensation de l'eau, elles sont comprimées, séchées et transportées en tête du puits de Rousse, où elles sont comprimées à nouveau avant d'être injectées. Une étude géo-scientifique a été entamée pour étudier l'intégrité du réservoir et obtenir un premier retour d'expérience.
Le développement industriel de Lacq a entraîné la création de « Mourenx-Ville-Nouvelle », cité uniquement résidentielle et exemple d'urbanisme moderne.
En 2014, une unité de production de polyacrylonitrile, un matériau utilisé pour la fabrication de fibres de carbone, est entrée en fonction, construite par le japonais Toray sur le site Total à Lacq.
Quelques entreprises industrielles présentes à Lacq :
- Abengoa Bioenergy France
- Air liquide
- Arkema
- Arysta Life Science
- Chimex
- M2i Life Sciences
- Messer
- Novasep
- Sobegi
- Toray
- Yara.

## Culture locale et patrimoine

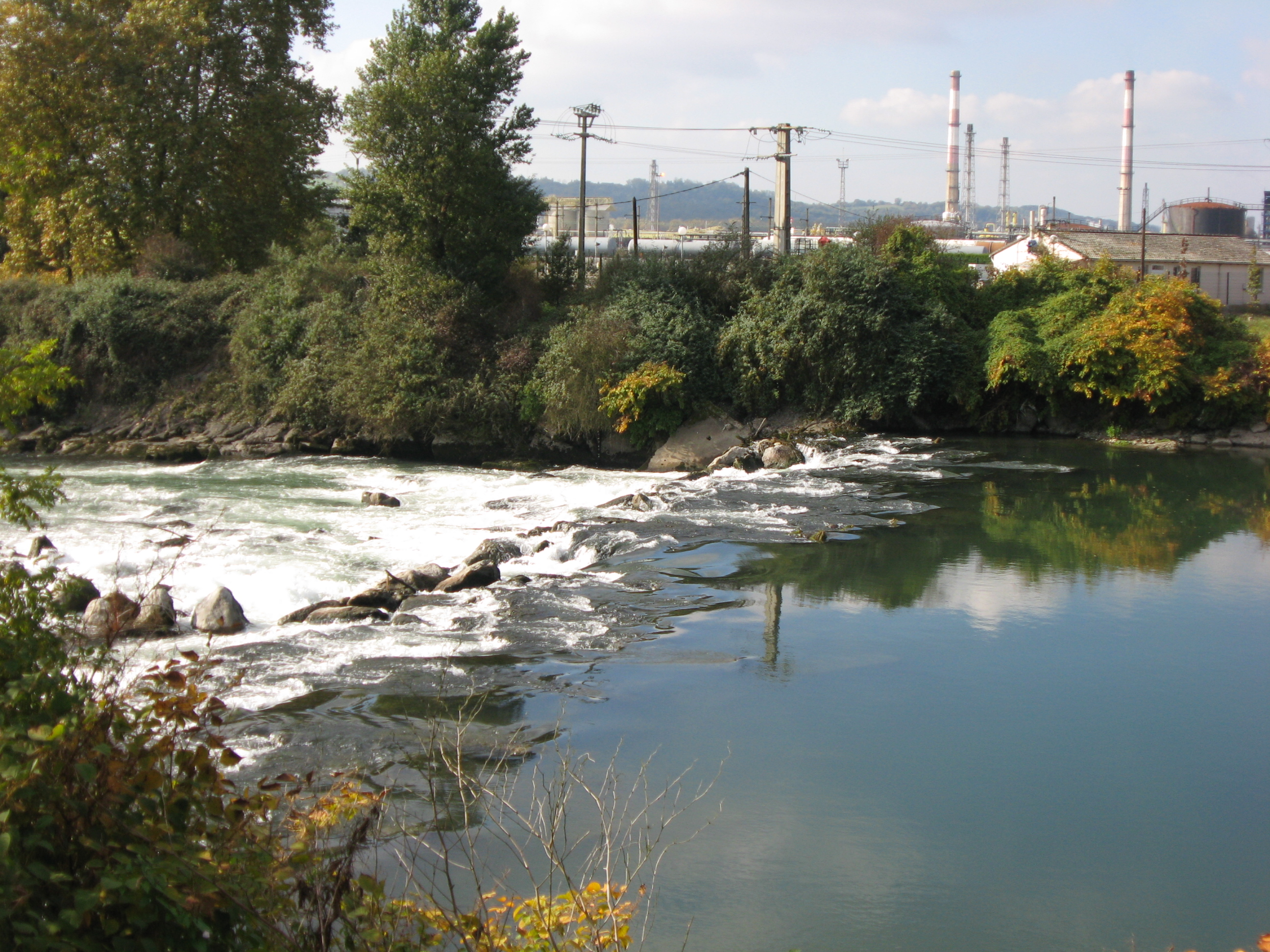
À proximité du site gazier : le gave.

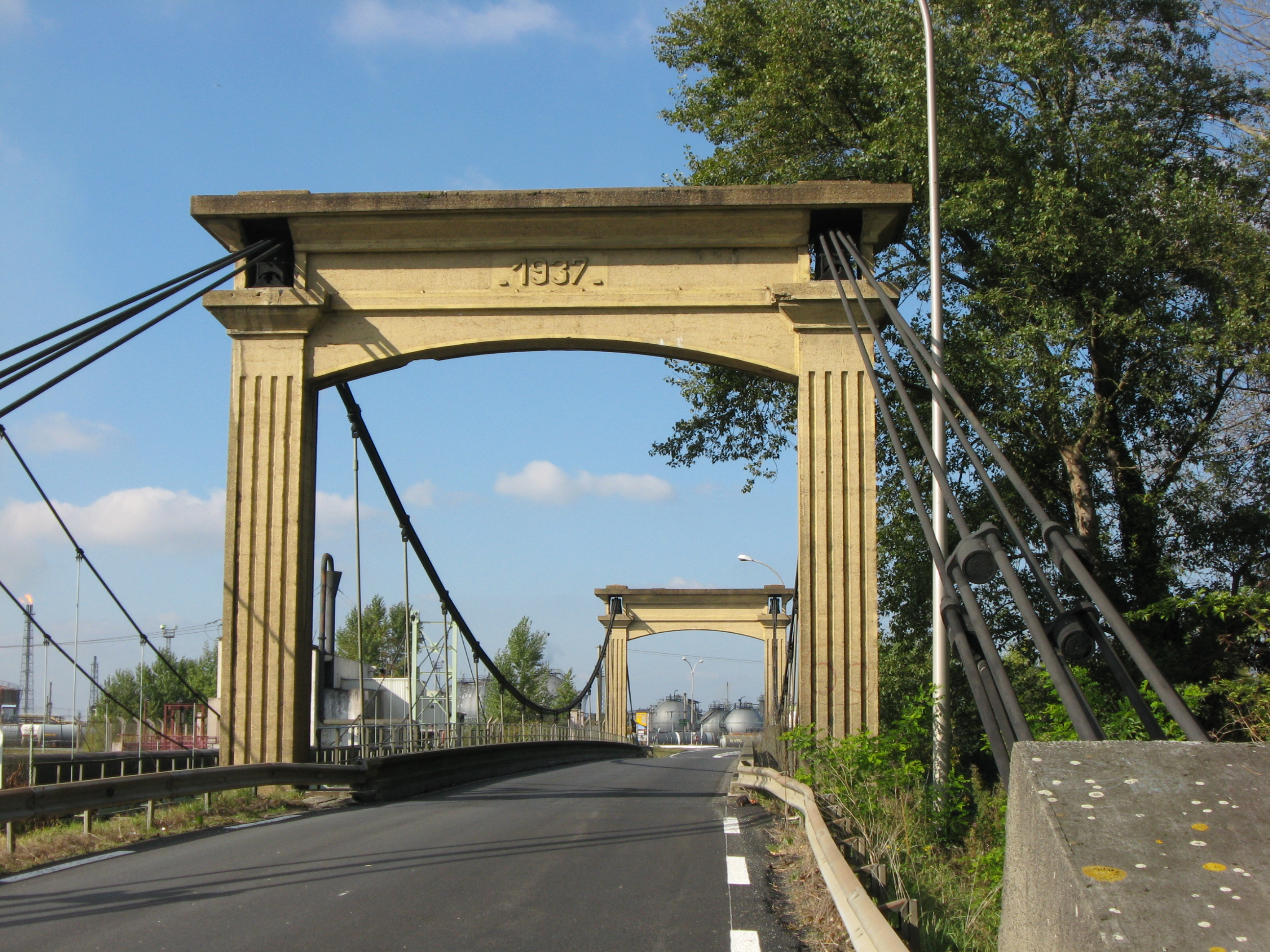
Le pont suspendu sur le gave.

### Patrimoine civil
- Pont suspendu.
- Dolmen de l'usine de la SNEA : dolmen de type ouest-pyrénéen déplacé devant le pavillon de visiteurs lors de la construction de l'usine en 1968[70].

### Patrimoine religieux

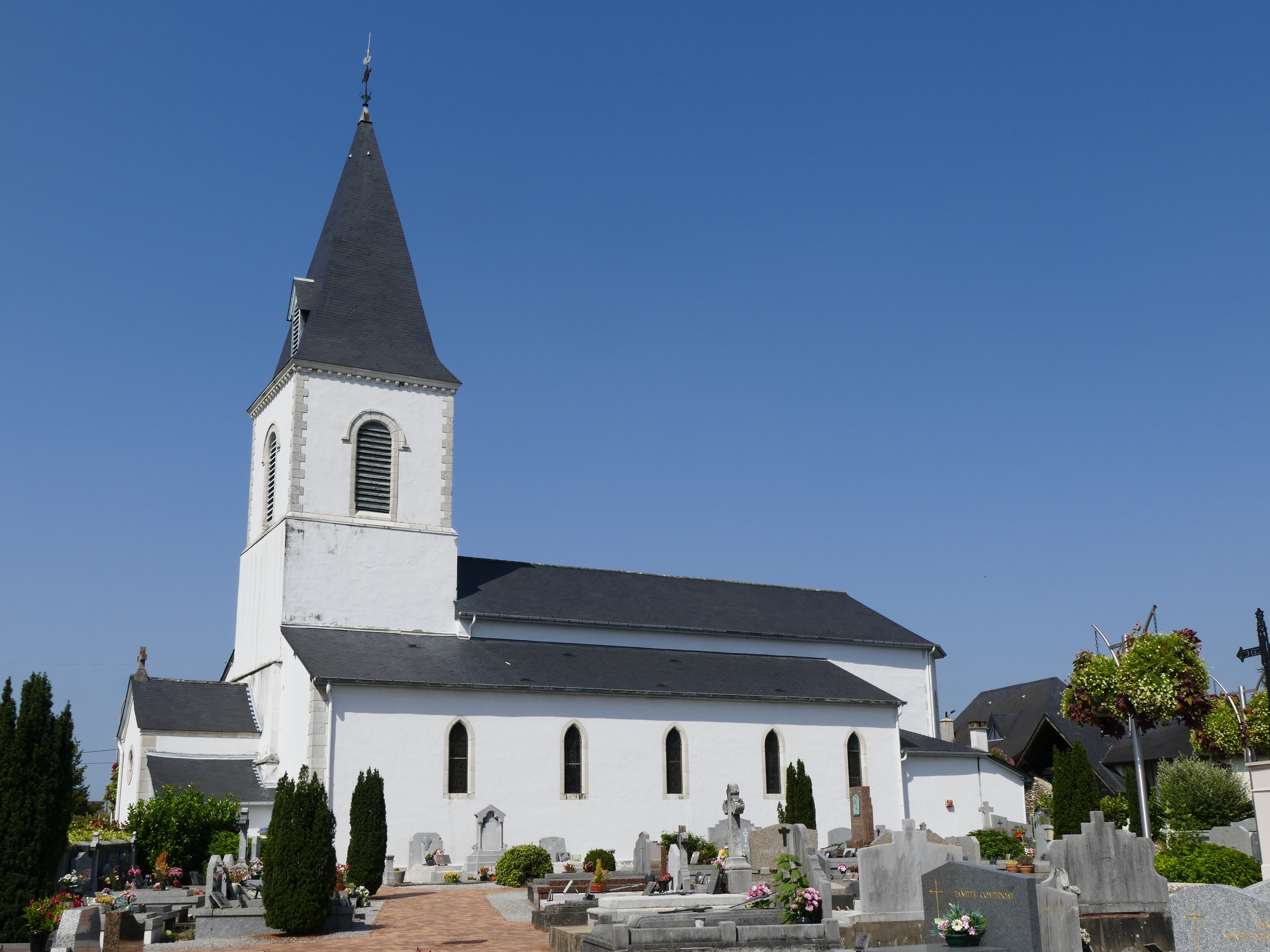
L'église Saint-Martin.

L'église Saint-Martin date de la fin du XIXe siècle. Celle de Saint-Vincent-Diacre, au lieu-dit Audéjos, date quant à elle de 1905.

## Équipements

### Sécurité
La brigade de sapeurs-pompiers de Paris a possédé jusqu'au 30 juin 2011 une unité d'intervention sur le site d'extraction et de traitement du gaz naturel.

### Enseignement
Lacq dispose d'une école primaire.

## Personnalités liées à la commune
L'écrivain en langue occitane Éric Gonzalès revendique souvent ses origines lacquoises, son grand-père maternel étant en effet issu d'une famille de métayers résidant dans cette commune.[réf. nécessaire]